# جوزيف روبرت كرولي
جوزيف روبرت كرولي (بالإنجليزية: Joseph Robert Crowley)‏ هو قسيس أمريكي، ولد في 12 يناير 1915 في فورت واين في الولايات المتحدة، وتوفي في 4 فبراير 2003 في ساوث بند في الولايات المتحدة.